# Protestas en Cuba de 2020
Las protestas en Cuba de 2020 fueron una serie de manifestaciones pacíficas que ocurrieron en Cuba entre el 29 de junio de 2020 y el 2 de diciembre de 2020, a consecuencia de la muerte de Hansel Hernández, ocurrida el 24 de junio de 2020, en el distrito de La Lima, Guanabacoa, La Habana, tras un altercado con la policía local. El motivo del altercado fue que Hernández, un hombre afrocubano, presuntamente robó en una tienda. Ante la posibilidad de ser detenido, intentó fugarse. Durante la persecución de la policía, el sujeto lanzó piedras a los policías, quienes abrieron fuego contra Hernández, muriendo de un tiro en la espalda. La versión oficial del gobierno es que fue un solo policía quien disparó contra Hernández. La foto del cuerpo fue subida a Facebook por un peatón local, volviéndose viral en poco tiempo. La Policía Nacional Revolucionaria condenó el hecho, aunque dijo que el sujeto presentaba varios antecedentes penales . El hecho fue interpretado como un acto de brutalidad policial y racismo por parte de la comunidad afrocubana, por lo que Hernández fue llamado "el George Floyd de Cuba", algo que generó manifestaciones en toda la isla.
El 29 de junio de 2020 se realizaron manifestaciones pacíficas en toda la isla, en las que, además de exigirse justicia para Hernández, también se demandó la liberación de opositores como Silverio Portal Contreras. El gobierno cubano acusó a la oposición de propagar noticias falsas; por otro lado, el gobierno fue criticado por las fuentes utilizadas por medios afines provenientes de un canal de YouTube con acusaciones de racismo, homofobia y transfobia . El 30 de julio, miembros de las Fuerzas Armadas Revolucionarias de Cuba fueron trasladados a varios puntos de La Habana para controlar las manifestaciones. Se informó que la empresa estatal ETECSA cortó el acceso a internet en Cuba para evitar un aumento de las manifestaciones.